# كيث باغلي
كيث باغلي (بالإنجليزية: Keith Bagley)‏ هو لاعب اتحاد الرغبي نيوزيلندي، ولد في 10 فبراير 1931 في غيسبورن ‏ في نيوزيلندا، وتوفي في 5 يوليو 1999.